# Draskovich-kastély (Božjakovina)
A Draskovich-kastély (horvátul: Dvorac Drašković) egy barokk főúri kastély Horvátországban, a Zágráb megyében fekvő Brckovljanihoz tartozó Božjakovina nevű településen.

## Fekvése
A kastély a település központjában a zágráb-vrboveci út mellett, egy nagy parkosított terület közepén áll.

## Története
A božjakovinai birtokot, mely korábban a felségárulás miatt kivégzett Zrínyi Péteré volt 1686-ban I. Lipót király 18733 rajnai forintért adta el Draskovich Jánosnak és feleségének Nádasdy Máriának. A településen ekkor egy romos várkastély állt, amely helyett a 18. század elején az új birtokos új kastélyt kezdett építeni, melyet Blahimir-kastélynak neveztek. Sajnos az építéséről szinte semmit sem tudni. A kastély körüli park a Bécs melletti Laxenburg park mintájára épült, amelyet eredetileg egy szlovén botanikus tervezett. A parkban hatalmas, mintegy 30 méter magas vörösfenyő található. Újonnan ültettek ide tölgyeket, hársakat, hegyi juharokat és más fákat. A kastély egyszintes volt, hosszúkás téglalap alakú, magas tetővel és tizenegy ablakkal. Homlokzatai nagyon egyszerűek voltak. A főhomlokzat északnyugat felé, vagyis az egykori várra nézett. A nyugati homlokzat tengelyétől enyhén észak felé tolódva volt a bejárat, a magasföldszintre vezető bejárati lépcsők fölött portikusz volt kialakítva. A nyugati homlokzat végén az alagsori bejárat felett fa előtetők voltak. Ez a kastély ma egy elhagyott, romos épület a Zelina-Lónya-Glogovnica-Csázma összekötő csatorna melletti mezőn, mintegy 950 méterre délkeletre az új božjakovinai kastélytól. A kastély körülbelül 200 méterre található a Zelina folyótól.
A 18. században a család új, késő barokk kastélyt épített a településen, amely funkcióját tekintve közelebb áll a hagyományos kúriákhoz. 1882-ben Draskovich Tódor a birtok kétharmadát Saj Ferdinándnak adta el, míg egyharmadát, amin a kastély is állt megtartotta. 1896-ban Saj gazdasági nehézségek miatt birtokát eladta az államnak, mely gazdasági iskolát és mintagazdaságot létesített rajta. A kastélyban 1924-ben nyílt meg az iskola, mely a körösi mezőgazdasági iskola és a zágrábi egyetem mezőgazdasági karának intézménye volt. 1941-től 1944-ig az intézmény vezetője Slavko Kolar, a neves horvát író volt. 1939-ben božjakovinai kastélyban írták alá a Cvetković-Maček megállapodást, mely a Jugoszláv Királyságon belül létrehozta az első önálló horvát területi egységet, a Horvát Bánságot.

## Leírása
A kastély alaprajza 10 × 18 m, nagyrészt téglából, kisebb mértékben kőből épült. Az alagsort és a földszintet dongaboltozatokkal boltozták, amelyekhez a földszinten csúcsíves boltozatokat építettek. A tető nyeregtetős, egy kontyos és egy félkontyos oromzattal. A fatornácos kastély bejárata a keleti oldalon található, mely a szomszédos gazdasági komplexum felé néz. A kastélyból ki lehet lépni a parkba is. A nyugati homlokzat a park és a bejárathoz vezető fasor felé néz. A kastély belseje nem ment át jelentős változáson. 
A földszintet és az emeletet egy hármas lépcső köti össze, fából készült barokk csavart korláttal, míg a szobák közötti közlekedés egy központi folyosóról történik. Csak néhány részlet emlékeztet a belső tér korábbi megjelenésére, mint például a közeli Štakorovec kastélyból áthozott világoszöld historisztikus cserépkályha. Az első emelet boltozatain egyszerű stukkós medálok láthatók, de találhatók itt régi barokk ajtók és számos nagyon szép régi szekrény.